# 2016년 10월
| 2016년: 1월 · 2월 · 3월 · 4월 · 5월 · 6월 · 7월 · 8월 · 9월 · 10월 · 11월 · 12월 |

| \| 2016년 10월 1일 (토요일) \| \| 편집 \| |  |      |
|                                           |  |      |
| 2016년 10월 1일 (토요일)                  |  | 편집 |

| 2016년 10월 1일 (토요일) |  | 편집 |

| \| 2016년 10월 2일 (일요일) \| \| 편집 \| |  |      |
| 국제 - 콜롬비아 정부와 콜롬비아 무장혁명군이 콜롬비아 분쟁을 종식시키기 위한 차원에서 체결된 평화 협정의 지지 여부를 묻기 위해 콜롬비아에서 실시된 국민투표가 부결되었다. |  |      |
| 2016년 10월 2일 (일요일) |  | 편집 |

| 2016년 10월 2일 (일요일) |  | 편집 |

| \| 2016년 10월 3일 (월요일) \| \| 편집 \| |  |      |
|                                           |  |      |
| 2016년 10월 3일 (월요일)                  |  | 편집 |

| 2016년 10월 3일 (월요일) |  | 편집 |

| \| 2016년 10월 4일 (화요일) \| \| 편집 \|                                                                |  |      |
| 과학 - 스웨덴에서 노벨 물리학상 수상자로 데이비드 사울리스, 던컨 홀데인, 마이클 코스털리츠가 선정되었다. |  |      |
| 2016년 10월 4일 (화요일)                                                                                 |  | 편집 |

| 2016년 10월 4일 (화요일) |  | 편집 |

| \| 2016년 10월 5일 (수요일) \| \| 편집 \| |  |      |
| - 태풍 차바에 의하여 울산광역시와 부산광역시에 수해가 발생하였다. - 스웨덴 시간 기준으로 현지에서 노벨화학상수상자로 장 피에르 소바주, 프레이저 스토타트, 베르나르트 베링하가 선정되었다. |  |      |
| 2016년 10월 5일 (수요일) |  | 편집 |

| 2016년 10월 5일 (수요일) |  | 편집 |

| \| 2016년 10월 6일 (목요일) \| \| 편집 \|                                                        |  |      |
| 사건·사고 - 허리케인 매슈로 인해 북대서양 일대에서 최소 889명이 사망하는 등의 피해가 발생하였다. |  |      |
| 2016년 10월 6일 (목요일)                                                                         |  | 편집 |

| 2016년 10월 6일 (목요일) |  | 편집 |

| \| 2016년 10월 7일 (금요일) \| \| 편집 \| |  |      |
| 국제 - 스웨덴에서 노벨 평화상수상자로 후안 마누엘 산토스로 선정되었다. 그는 콜롬비아 분쟁을 해결한 공로로 노벨 평화상을 수상하게 되었다. IT - 7일 (현지 시간) 미국 워싱턴 D.C. 연방구역 연방항소법원 전원합의체는 애플-삼성전자 소송 재심리를 통해 삼성전자가 애플의 '밀어서 잠금해제' 기능 등 스마트폰 관련 특허 3건을 삼성이 침해했다고 판결했다. |  |      |
| 2016년 10월 7일 (금요일) |  | 편집 |

| 2016년 10월 7일 (금요일) |  | 편집 |

| \| 2016년 10월 8일 (토요일) \| \| 편집 \| |  |      |
| 재해 - 8일 오전 일본 규슈 구마모토현의 아소 산 나카다케 제 1분화구에서 폭발성 분화가 발생했다. 이날 분화로 화산재와 자갈이 주변 지역으로 날아가고, 분화구가 뿜어내는 연기가 11km 상공으로 치솟은 것으로 전해졌다. |  |      |
| 2016년 10월 8일 (토요일) |  | 편집 |

| 2016년 10월 8일 (토요일) |  | 편집 |

| \| 2016년 10월 9일 (일요일) \| \| 편집 \| |  |      |
|                                           |  |      |
| 2016년 10월 9일 (일요일)                  |  | 편집 |

| 2016년 10월 9일 (일요일) |  | 편집 |

| \| 2016년 10월 10일 (월요일) \| \| 편집 \|                                                                        |  |      |
| 사회 - 스웨덴 현지 시각 기준으로 오전 11시 45분에 노벨 경제학상 수상자로 올리버 하트, 벵트 홀름스트룀이 선정되다. |  |      |
| 2016년 10월 10일 (월요일)                                                                                         |  | 편집 |

| 2016년 10월 10일 (월요일) |  | 편집 |

| \| 2016년 10월 11일 (화요일) \| \| 편집 \| |  |      |
|                                            |  |      |
| 2016년 10월 11일 (화요일)                  |  | 편집 |

| 2016년 10월 11일 (화요일) |  | 편집 |

| \| 2016년 10월 12일 (수요일) \| \| 편집 \| |  |      |
|                                            |  |      |
| 2016년 10월 12일 (수요일)                  |  | 편집 |

| 2016년 10월 12일 (수요일) |  | 편집 |

| \| 2016년 10월 13일 (목요일) \| \| 편집 \| |  |      |
| 정치 - 안토니우 구테흐스가 차기 유엔 사무총장으로 선출되었다. 포르투갈의 총리를 지냈으며, 2015년까지 국제연합 난민 고등판무관으로 재직하였다. 문화·예술 - 미국의 가수 겸 시인 밥 딜런이 노벨 문학상 수상자로 선정되었다. 부고 - 태국의 푸미폰 아둔야뎃 국왕이 사망했다. |  |      |
| 2016년 10월 13일 (목요일) |  | 편집 |

| 2016년 10월 13일 (목요일) |  | 편집 |

| \| 2016년 10월 14일 (금요일) \| \| 편집 \|                                                                                 |  |      |
| 사건·사고 - 대한민국의 울산광역시 온산공단 내 한국석유공사 울산지사에서 폭발 사고가 발생하여 최소 6명의 사상자가 발생했다. |  |      |
| 2016년 10월 14일 (금요일)                                                                                                  |  | 편집 |

| 2016년 10월 14일 (금요일) |  | 편집 |

| \| 2016년 10월 15일 (토요일) \| \| 편집 \| |  |      |
|                                            |  |      |
| 2016년 10월 15일 (토요일)                  |  | 편집 |

| 2016년 10월 15일 (토요일) |  | 편집 |

| \| 2016년 10월 16일 (일요일) \| \| 편집 \|                                                                             |  |      |
| 사건·사고 - 인도네시아 발리 주에서 섬 사이를 잇는 현수교 붕괴사고가 일어나 최소 9명이 사망하고 30여명이 부상을 입었다. |  |      |
| 2016년 10월 16일 (일요일)                                                                                              |  | 편집 |

| 2016년 10월 16일 (일요일) |  | 편집 |

| \| 2016년 10월 17일 (월요일) \| \| 편집 \|                                             |  |      |
| 군사 - 이라크 정부군과 미군이 ISIL이 점령한 모술을 탈환하기 위해 모술 전투를 개시했다. |  |      |
| 2016년 10월 17일 (월요일)                                                              |  | 편집 |

| 2016년 10월 17일 (월요일) |  | 편집 |

| \| 2016년 10월 18일 (화요일) \| \| 편집 \| |  |      |
|                                            |  |      |
| 2016년 10월 18일 (화요일)                  |  | 편집 |

| 2016년 10월 18일 (화요일) |  | 편집 |

| \| 2016년 10월 19일 (수요일) \| \| 편집 \| |  |      |
| 사건·사고 - 대한민국 서울특별시 강북구 오패산터널에서 총격 사건이 일어나 경찰관 한 명이 순직하였다. - 서울 지하철 5호선 김포공항역 사망 사고: 대한민국 서울 지하철 5호선 김포공항역에서 스크린도어에 사람이 끼어 사망하는 사고가 일어났다. |  |      |
| 2016년 10월 19일 (수요일) |  | 편집 |

| 2016년 10월 19일 (수요일) |  | 편집 |

| \| 2016년 10월 20일 (목요일) \| \| 편집 \| |  |      |
|                                            |  |      |
| 2016년 10월 20일 (목요일)                  |  | 편집 |

| 2016년 10월 20일 (목요일) |  | 편집 |

| \| 2016년 10월 21일 (금요일) \| \| 편집 \|                                                                                            |  |      |
| 사고 - 2016년 에세카 열차 탈선 사고: 카메룬 중부의 도시 에세카(Eséka)에서 열차사고가 발생해 최소 70명이 사망하고, 600여명이 부상했다. |  |      |
| 2016년 10월 21일 (금요일) |  | 편집 |

| 2016년 10월 21일 (금요일) |  | 편집 |

| \| 2016년 10월 22일 (토요일) \| \| 편집 \| |  |      |
|                                            |  |      |
| 2016년 10월 22일 (토요일)                  |  | 편집 |

| 2016년 10월 22일 (토요일) |  | 편집 |

| \| 2016년 10월 23일 (일요일) \| \| 편집 \| |  |      |
|                                            |  |      |
| 2016년 10월 23일 (일요일)                  |  | 편집 |

| 2016년 10월 23일 (일요일) |  | 편집 |

| \| 2016년 10월 24일 (월요일) \| \| 편집 \|                                                                            |  |      |
| 정치 - 대한민국에서 박근혜-최순실 게이트가 불거지다. 최순실이 박근혜 정부의 연설문을 사전에 전달받은 사실이 드러났다. |  |      |
| 2016년 10월 24일 (월요일)                                                                                             |  | 편집 |

| 2016년 10월 24일 (월요일) |  | 편집 |

| \| 2016년 10월 25일 (화요일) \| \| 편집 \| |  |      |
| 스포츠 - 대한민국의 야구팀 NC 다이노스가 창단 이후 처음으로 한국시리즈에 진출하였다. 플레이오프 4차전에서 LG 트윈스를 8-3으로 이기며(3승 1패) 진출을 확정했다. |  |      |
| 2016년 10월 25일 (화요일) |  | 편집 |

| 2016년 10월 25일 (화요일) |  | 편집 |

| \| 2016년 10월 26일 (수요일) \| \| 편집 \| |  |      |
| 외교 - 유엔에서 쿠바 경제봉쇄해제 결의안이 미국의 기권속에 통과되었다. 미국은 지난 1962년의 피델 카스트로의 쿠바 혁명을 반대하며 쿠바에 무역제재를 가했다. 이 결의안은 구속력은 없지만 국제사회가 한목소리로 무역제재에 대하여 비난하고, 즉각적인 철회를 요구했다는 데 의미가 있다. |  |      |
| 2016년 10월 26일 (수요일) |  | 편집 |

| 2016년 10월 26일 (수요일) |  | 편집 |

| \| 2016년 10월 27일 (목요일) \| \| 편집 \| |  |      |
|                                            |  |      |
| 2016년 10월 27일 (목요일)                  |  | 편집 |

| 2016년 10월 27일 (목요일) |  | 편집 |

| \| 2016년 10월 28일 (금요일) \| \| 편집 \|                                                                               |  |      |
| 정치 - 미국 연방수사국(FBI)에서 민주당 대선 후보 힐러리 클린턴의 개인 이메일 사용 사건에 대하여 재수사하겠다고 발표했다. |  |      |
| 2016년 10월 28일 (금요일)                                                                                                |  | 편집 |

| 2016년 10월 28일 (금요일) |  | 편집 |

| \| 2016년 10월 29일 (토요일) \| \| 편집 \| |  |      |
| 정치 - 대한민국에서 박근혜-최순실 게이트에 항의하는 박근혜 퇴진 촉구 시위가 열리다. 스포츠 - 일본의 프로야구단 홋카이도 닛폰햄 파이터스가 2016년 일본 시리즈 결승 6차전을 승리하며(4승 2패) 우승하였다. 2006년 우승 이후 10년 만의 우승으로, MVP로는 닛폰햄의 브랜던 레어드 선수가 선정되었다. |  |      |
| 2016년 10월 29일 (토요일) |  | 편집 |

| 2016년 10월 29일 (토요일) |  | 편집 |

| \| 2016년 10월 30일 (일요일) \| \| 편집 \| |  |      |
| 외교 - 유럽 연합(EU)과 캐나다 양측이 포괄경제무역협정(CETA,Comprehensive and Economic Trade Agreement)(en)에 서명하였다. 유럽연합이 처음으로 G7 회원국과 맺은 자유무역협정(FTA)이다. |  |      |
| 2016년 10월 30일 (일요일) |  | 편집 |

| 2016년 10월 30일 (일요일) |  | 편집 |

| \| 2016년 10월 31일 (월요일) \| \| 편집 \| |  |      |
| 정치 - 대한민국에서 불거진 박근혜-최순실 게이트의 당사자인 최순실이 검찰 수사 중 긴급 체포되었다. - 레바논 의회가 대통령선거에서 육군 사령관 출신인 미셸 아운을 대통령으로 선출하며 29개월간 공석으로 있던 대통령직을 다시 채웠다. 사건·사고 - 중화인민공화국 충칭 시에서 발생한 탄광 폭발 사고로 인하여, 최소 13명이 사망하고 20명이 실종되었다. |  |      |
| 2016년 10월 31일 (월요일) |  | 편집 |

| 2016년 10월 31일 (월요일) |  | 편집 |

| <       | 2016년 10월  | 2016년 10월 | 2016년 10월 | 2016년 10월 | 2016년 10월 | >          |
| 일      | 월           | 화          | 수          | 목          | 금          | 토         |
|         |              |             |             |             |             | 1 9.1 병진 |
| 2 정사  | 3 무오       | 4 기미      | 5 경신      | 6 신유      | 7 임술      | 8 계해     |
| 9 갑자  | 10 을축      | 11 병인     | 12 정묘     | 13 무진     | 14 기사     | 15 경오    |
| 16 신미 | 17 임신      | 18 계유     | 19 갑술     | 20 을해     | 21 병자     | 22 정축    |
| 23 무인 | 24 기묘      | 25 경진     | 26 신사     | 27 임오     | 28 계미     | 29 갑신    |
| 30 을유 | 31 10.1 병술 |             |             |             |             |            |

| - 10월 2일 - 네빌 마리너 - 10월 13일 - 푸미폰 아둔야뎃 - 10월 20일 - 다베이 준코 편집하기 |